# Indianapolis 500 1991

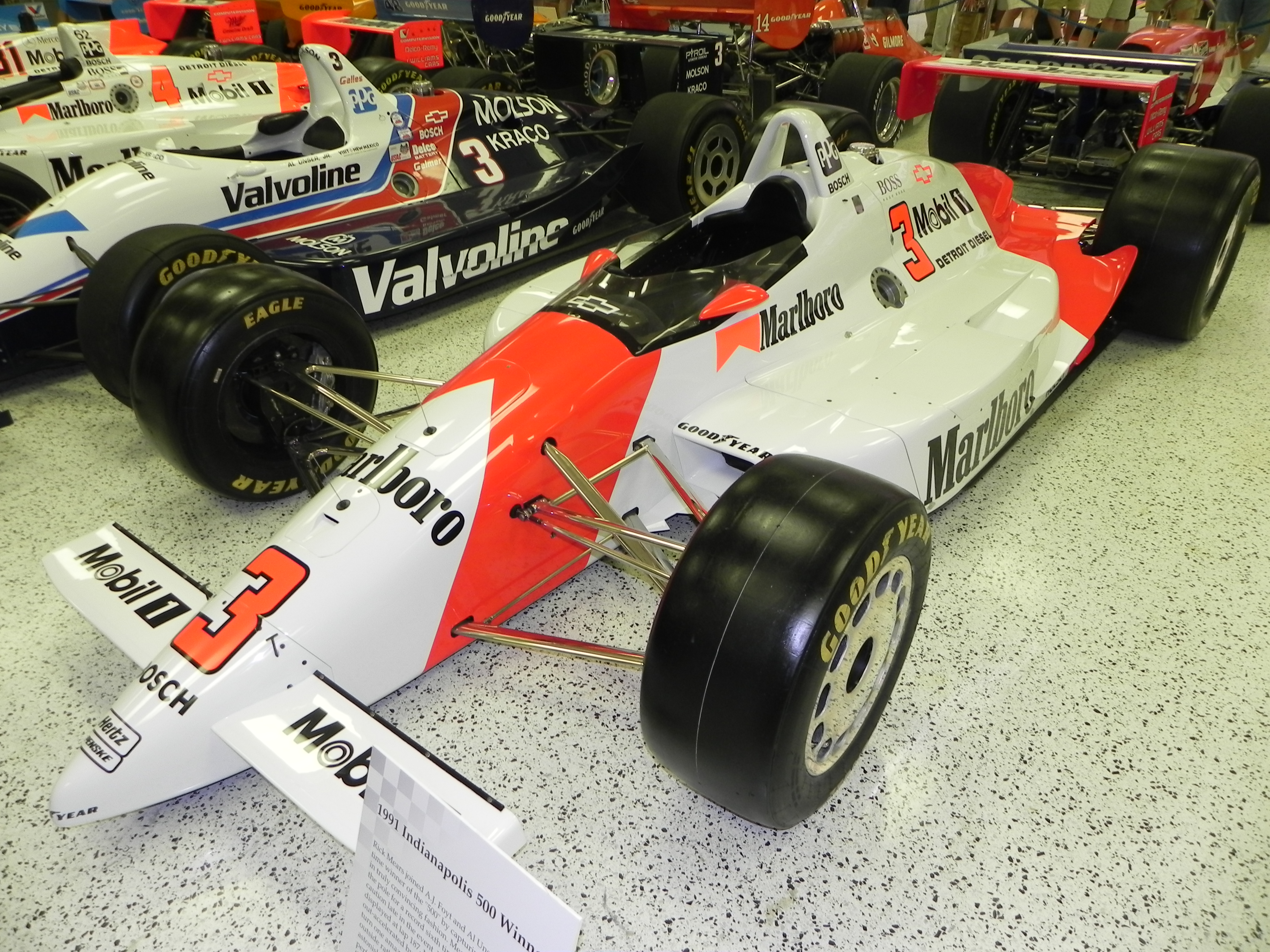
Das Siegerauto von 1991 des Team Penske

Das 75. Indianapolis 500 (offiziell 75th Running of the Indianapolis 500) auf dem Indianapolis Motor Speedway fand am 26. Mai 1991 statt und ging über eine Distanz von 200 Runden à 4,023 km, was einer Gesamtdistanz von 804,672 km entspricht.

## Bericht
Da es am Morgen noch geregnet hatte in Indianapolis, verzögerte sich der Start um 55 Minuten. Nach drei Einführungsrunden wurde der Start freigegeben. Das Auto von Danny Sullivan musste schon vor den Einführungsrunden wieder in die Box geschoben werden, da ein Problem mit der Kraftstoffzufuhr bestand. Nach dem Start übernahm Polesitter Rick Mears die Führung. Die erste Gelbphase folgte, da Gary Bettenhausen und Buddy Lazier verunfallten. Beide Fahrer steuerten die Boxen an, bei Bettenhausen wurden die Reifen gewechselt und er fuhr weiter. Laziers Fahrzeug konnte nicht repariert werden. Inzwischen konnte das Auto von Sullivan gestartet werden und er nahm das Rennen auf. In der fünften Runde kam Willy T. Ribbs mit Fehlzündung an die Box und schied aus. Ribbs war 1991 der erste Afroamerikaner, der an einem Indy 500 teilnahm. In der 12. Runde übernahm Mario Andretti die Spitze, gefolgt von seinem Sohn Michael Andretti, der danach die Führung übernahm und die meisten Führungsrunden absolvierte in der ersten Rennhälfte. In Runde 25 kollidierten Kevin Cogan und Roberto Guerrero, beide krachten heftig in die Außenmauer. Guerrero blieb bei diesem Unfall unverletzt, während Cogan eine Schulter- und Unterarmverletzung erlitt. A. J. Foyt überrollte ein größeres Trümmerteil und beschädigte sich dabei die Vorderradaufhängung, was Foyt zur Aufgabe des Rennens zwang. Zur Halbzeit des Rennens lag Michael Andretti weiterhin in Führung vor Emerson Fittipaldi und Bobby Rahal. In der 113. Runde übernahm Fittipaldi die Führung, insgesamt führte er in der zweiten Hälfte des Rennens das Fahrerfeld 46 Runden an. Beim letzten Boxenstopp in Runde 171 erlitt Fittipaldis Auto einen Getriebeschaden. Nach dem Ausfall Fittipaldis übernahm Michael Andretti wieder die Spitzenposition vor Mears und dem bereits eine Runde zurückliegenden Arie Luyendyk. Mario Andretti konnte in der zweiten Hälfte des Rennens mit dem Tempo der Schnellsten nicht mehr mithalten und verlor zwei Runden. Als Sullivan auf der Start- und Zielgeraden einen Motorschaden hatte, kamen die gelben Flaggen heraus. Michael Andretti nutzte die Gelbphase zum Boxenstopp. Beim Restart lag er hinter dem nun führenden Mears auf dem zweiten Platz. Nun wechselte die Führungsposition einige Male hin und her zwischen den beiden. Elf Runden vor Schluss bekam Michael Andretti Probleme mit dem Handling des Autos, Mears konnte einen kleinen Vorsprung herausfahren. In der 190. Runde blieb Mario Andretti anfangs der Boxenstraße stehen, was erneut eine Gelbphase bedeutete. Spekulationen begannen, ob Mario Andretti absichtlich diese Neutralisation herbeiführte, um seinem Sohn Michael zu helfen, wieder auf Mears aufzuschließen. Mario bestritt dies später in einem Interview. Sechs Runden vor Schluss wurden die grünen Flaggen geschwenkt und Mears hatte beim Restart die Nase vorn. Das Handling beim Auto von Andretti verbesserte sich nicht und er war nicht in der Lage, Mears die Führung streitig zu machen. Mears gewann das Indy 500 zum vierten Mal in seiner Karriere.

## Startaufstellung
| Reihe | Innen | Innen             | Mitte | Mitte                 | Außen | Außen              |
| ----- | ----- | ----------------- | ----- | --------------------- | ----- | ------------------ |
| 1     | 3     | Rick Mears        | 14    | A. J. Foyt            | 6     | Mario Andretti     |
| 2     | 18    | Bobby Rahal       | 10    | Michael Andretti      | 2     | Al Unser jr.       |
| 3     | 4     | John Andretti     | 26    | Jim Crawford          | 20    | Danny Sullivan     |
| 4     | 8     | Eddie Cheever     | 86    | Jeff Andretti         | 15    | Scott Goodyear     |
| 5     | 51    | Gary Bettenhausen | 1     | Arie Luyendyk         | 5     | Emerson Fittipaldi |
| 6     | 9     | Kevin Cogan       | 91    | Stan Fox              | 50    | Mike Groff         |
| 7     | 22    | Scott Brayton     | 16    | Tony Bettenhausen jr. | 48    | Bernard Jourdain   |
| 8     | 21    | Geoff Brabham     | 71    | Buddy Lazier          | 7     | Hiro Matsushita    |
| 9     | 93    | John Paul jr.     | 23    | Tero Palmroth         | 19    | Scott Pruett       |
| 10    | 40    | Roberto Guerrero  | 17    | Willy T. Ribbs        | 66    | Dominic Dobson     |
| 11    | 39    | Randy Lewis       | 12    | Pancho Carter         | 92    | Gordon Johncock    |

## Klassifikationen

### Endergebnis
| Pos. | Nr. | Fahrer                 | Team                   | Chassis       | Motor         | Rd. | Zeit/Rückstand               | Start |
| ---- | --- | ---------------------- | ---------------------- | ------------- | ------------- | --- | ---------------------------- | ----- |
| 1    | 3   | Rick Mears (W)         | Team Penske            | Penske PC-20  | Chevy 265-A   | 200 | 2:50:00.791 Std. 176,457 mph | 1     |
| 2    | 10  | Michael Andretti       | Newman/Haas Racing     | Lola T9100    | Chevy 265-A   | 200 | 3.149                        | 5     |
| 3    | 1   | Arie Luyendyk (W)      | Granatelli Race Team   | Lola T9100    | Chevy 265-A   | 199 | 1 Rd.                        | 14    |
| 4    | 2   | Al Unser jr.           | Galles Racing          | Lola T9100    | Chevy 265-A   | 198 | 2 Rd.                        | 6     |
| 5    | 4   | John Andretti          | Hall-VDS Racing        | Lola T9100    | Chevy 265-A   | 197 | 3 Rd.                        | 7     |
| 6    | 92  | Gordon Johncock (W)    | Hemelgarn-Byrd Racing  | Lola T9000    | Cosworth DFS  | 188 | 12 Rd.                       | 33    |
| 7    | 6   | Mario Andretti (W)     | Newman/Haas Racing     | Lola T9100    | Chevy 265-A   | 187 | Motor                        | 3     |
| 8    | 91  | Stan Fox               | Hemelgarn-Byrd Racing  | Lola T9100    | Buick Indy V6 | 185 | 15 Rd.                       | 17    |
| 9    | 16  | Tony Bettenhausen jr.  | Bettenhausen Racing    | Penske PC-19  | Chevy 265-A   | 180 | 20 Rd.                       | 20    |
| 10   | 20  | Danny Sullivan (W)     | Patrick Racing         | Lola T9100    | Alfa Romeo    | 173 | Turbo                        | 9     |
| 11   | 5   | Emerson Fittipaldi (W) | Team Penske            | Penske PC-20  | Chevy 265-A   | 171 | Getriebe                     | 15    |
| 12   | 19  | Scott Pruett           | TrueSports Race Team   | TrueSports 91 | Judd          | 166 | Antrieb                      | 27    |
| 13   | 66  | Dominic Dobson         | Burns Racing           | Lola T8900    | Judd          | 164 | 36 Rd.                       | 30    |
| 14   | 39  | Randy Lewis            | Dale Coyne Racing      | Lola T9000    | Cosworth DFS  | 159 | -41 Rd.                      | 31    |
| 15   | 86  | Jeff Andretti (R)      | Bruce Leven            | Lola T9100    | Cosworth DFS  | 150 | Motor                        | 11    |
| 16   | 7   | Hiro Matsushita (R)    | Dick Simon Racing      | Lola T9100    | Buick Indy V6 | 149 | -51 Rd.                      | 24    |
| 17   | 22  | Scott Brayton          | Dick Simon Racing      | Lola T9100    | Chevy 265-A   | 146 | Motor                        | 19    |
| 18   | 48  | Bernard Jourdain       | A. J. Foyt Enterprises | Lola T9100    | Buick Indy V6 | 141 | Getriebe                     | 21    |
| 19   | 18  | Bobby Rahal (W)        | Galles Racing          | Lola T9100    | Chevy 265-A   | 130 | Motor                        | 4     |
| 20   | 21  | Geoff Brabham          | TrueSports Race Team   | TrueSports 91 | Judd          | 109 | Elektrik                     | 22    |
| 21   | 12  | Pancho Carter          | Arciero Racing         | Lola T8900    | Buick Indy V6 | 94  | Motor                        | 32    |
| 22   | 51  | Gary Bettenhausen      | Team Menard            | Lola T9100    | Buick Indy V6 | 89  | Kühlung                      | 13    |
| 23   | 23  | Tero Palmroth          | Dick Simon Racing      | Lola T9000    | Cosworth DFS  | 77  | Motor                        | 26    |
| 24   | 50  | Mike Groff (R)         | Euromotorsports        | Lola T9100    | Cosworth DFS  | 68  | Wasserleck                   | 18    |
| 25   | 93  | John Paul jr.          | D.B. Mann Development  | Lola T9000    | Buick Indy V6 | 53  | Ölleck                       | 25    |
| 26   | 26  | Jim Crawford           | King Racing            | Lola T9100    | Buick Indy V6 | 49  | Motor                        | 8     |
| 27   | 15  | Scott Goodyear         | O’Donnell Racing       | Lola T9100    | Judd          | 38  | Motor                        | 12    |
| 28   | 14  | A. J. Foyt (W)         | A. J. Foyt Enterprises | Lola T9100    | Chevy 265-A   | 25  | Aufhängung                   | 2     |
| 29   | 9   | Kevin Cogan            | Team Menard            | Lola T9100    | Buick Indy V6 | 24  | Unfall                       | 16    |
| 30   | 40  | Roberto Guerrero       | Patrick Racing         | Lola T9100    | Alfa Romeo    | 23  | Unfall                       | 28    |
| 31   | 8   | Eddie Cheever          | Chip Ganassi Racing    | Lola T9100    | Chevy 265-A   | 17  | Elektrik                     | 10    |
| 32   | 17  | Willy T. Ribbs (R)     | Walker Racing          | Lola T9000    | Buick Indy V6 | 5   | Motor                        | 29    |
| 33   | 71  | Buddy Lazier (R)       | Hemelgarn-Byrd Racing  | Lola T9000    | Buick Indy V6 | 1   | Unfall                       | 23    |

(W)=früherer Gewinner / (R)=Rookie / alle Starter auf Goodyear-Reifen / Gelbphasen: 7 für 35 Rd.

## Führungsrunden
| Fahrer             | Team               | Anzahl |
| ------------------ | ------------------ | ------ |
| Michael Andretti   | Newman/Haas Racing | 97     |
| Emerson Fittipaldi | Team Penske        | 46     |
| Rick Mears         | Team Penske        | 30     |
| Mario Andretti     | Newman/Haas Racing | 22     |
| Al Unser jr.       | Galles Racing      | 4      |
| Bobby Rahal        | Galles Racing      | 1      |